# 1985–1986-os magyar férfi vízilabda-bajnokság (másodosztály)
Az 1985–1986-os magyar férfi másodosztályú vízilabda-bajnokságban tíz csapat indult el, a csapatok két kört játszottak.

## Tabella
| #   | Csapat                         | M  | Gy | D | V  | G+  | G-  | P  | Megjegyzés     |
| --- | ------------------------------ | -- | -- | - | -- | --- | --- | -- | -------------- |
| 1.  | KSI                            | 18 | 15 | 1 | 2  | 238 | 160 | 31 |                |
| 2.  | Hódmezővásárhelyi VSE          | 18 | 15 | 0 | 3  | 249 | 167 | 30 |                |
| 3.  | Tipográfia TE                  | 18 | 11 | 2 | 5  | 204 | 178 | 24 |                |
| 4.  | Ceglédi VSE                    | 18 | 11 | 2 | 5  | 187 | 171 | 24 |                |
| 5.  | MAFC                           | 18 | 10 | 1 | 7  | 205 | 180 | 20 | 1 pont levonva |
| 6.  | Egri Vízmű                     | 18 | 9  | 1 | 8  | 194 | 191 | 18 | 1 pont levonva |
| 7.  | Csongrád-Bokros Kossuth TSZ SK | 18 | 6  | 1 | 11 | 188 | 241 | 13 |                |
| 8.  | Bánki Donát FSE                | 18 | 3  | 1 | 14 | 134 | 208 | 6  | 1 pont levonva |
| 9.  | Ybl Miklós FSE                 | 18 | 3  | 1 | 14 | 184 | 223 | 6  | 1 pont levonva |
| 10. | Csatornázási Művek SK          | 18 | 2  | 0 | 16 | 146 | 216 | 4  |                |

* M: Mérkőzés Gy: Győzelem D: Döntetlen V: Vereség G+: Dobott gól G-: Kapott gól P: Pont
KSI játékosai: Vörös Attila; Palatinszki Gábor; Tóth Gábor; Péter Imre; Horváth Olivér; Dezséri Csaba; Begalla György; Kaltenbach László;
Kovács Zsolt; Szabó László; Fábry Miklós; Medveczky Iván; Menner Tibor; Krnács Zsolt; Németh Zsolt; Lévai Balázs; Prejmayer Péter; Horváth János; Siklósi András;
Edző: Kácsor László

## Osztályozó az OB I-be jutásért
Kecskeméti VSC–Hódmezővásárhelyi VSE 11–9